# Ptolemaios 2. Filadelfos
 For alternative betydninger, se Ptolemæus (flertydig). (Se også artikler, som begynder med Ptolemæus)
Ptolemaios 2. Filadelfos (308-246 f.Kr., regerede fra 283 til 246 f.Kr.) var søn af Ptolemaios 1. af Ægypten og den anden hersker af det ptolemaiske dynasti i Egypten. Han videreførte sin fars politik både udadtil (ekspansionistisk stormagtspolitik) og indadtil (støtte til opbygningen af biblioteket i Alexandria, det såkaldte Museion i Alexandria). Han tilskrives æren for at have iværksat oversættelsen af det gamle Testamente fra hebraisk til græsk (se Septuaginta). Ptolemaios var gift med sin storesøster Arsinoë og etablerede dermed den norm for bror-søster ægteskaber, der fortsatte helt frem til Kleopatra 7.